# Wytrzyszczka
Wytrzyszczka – wieś w Polsce położona w województwie małopolskim, w powiecie brzeskim, w gminie Czchów.
| SIMC    | Nazwa   | Rodzaj     |
| ------- | ------- | ---------- |
| 0817327 | Potoki  | część WSI  |
| 0817333 | Zalesie | przysiółek |

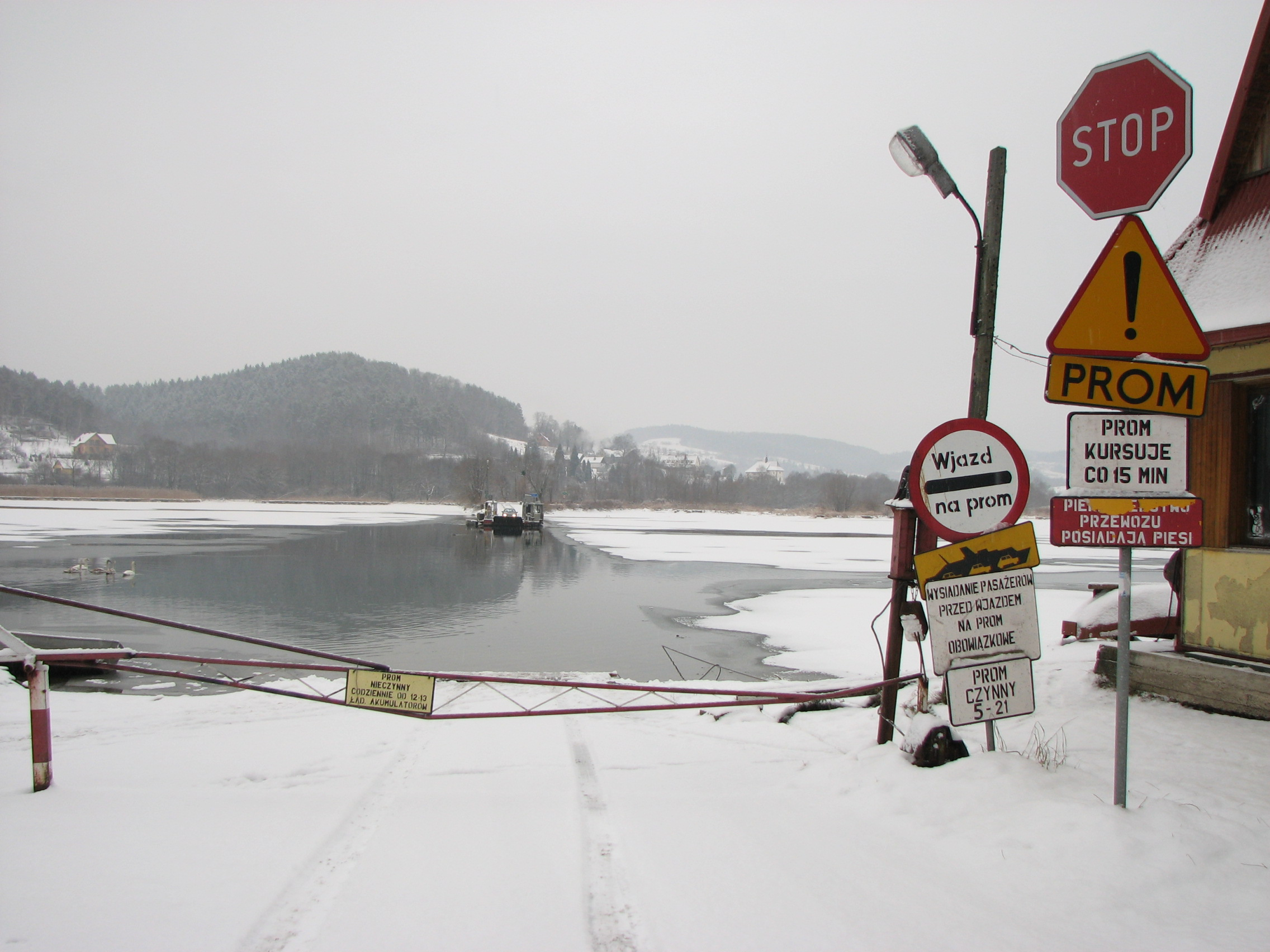
Prom na jeziorze Czchowskim we wsi Wytrzyszczka. Na drugim brzegu wieś Tropie

W latach 1975–1998 miejscowość administracyjnie należała do województwa tarnowskiego.
Wieś leży nad Dunajcem. Kursuje tu prom do wsi Tropie.

## Zabytki
Obiekt wpisany do rejestru zabytków nieruchomych województwa małopolskiego.
- Zamek Tropsztyn –  ruina zamku Tropsztyn.